# Доманинці
Доманинці — колишнє село в УРСР, в Закарпатській області.
Об'єднане з містом Ужгород указом Президії Верховної Ради УРСР № 1078-ІХ від 12.07.1976
Село засноване в XIV ст. В письмових джерелах згадується під назвами Damanua, Damanya, Domonya.
В передмісті Доманинці, в урочищі Лиса Гора знайдено розрізнені знахідки доби неоліту.
Перша половина І тис. н. е. — знайдено поселення пшеворської культури.
Найдавнішими слов'янськими артефактами, що засвідчені на території Доманинців, є поселення празької культури. Для нього характерна укріплена частина, відсутність значної кількості посадського населення, обмежена кількість функцій, притаманних середньовічним містам, наприклад, торгово-реміснича.
у 30-ті роки в Доманинцях функціонувала добровільна пожежна команда, яка тренувалася під керівництвом Івана Макари й вигравала чимало змагань із пожежно-прикладних видів.
Храм Успіння пр. Богородиці. 1820.
У 1751 р. у селі була дерев'яна церква Успіння пр. богородиці, в доброму стані, з двома дзвонами, «всіми образами вигодно украшена». Запис 1735 р. у книзі «Леітургікон» свідчив, що купив її Дмитро Пастеляк, а згідно з записом 1770 p., купив книгу Ян Свурнюв і передав доманинському пароху Федору Гребинцевому.
Теперішня церква, яку споруджували впродовж 20 років (за єпархіальним списком 1915 р. датується 1798 роком, що був, можливо, початком будівництва), є типовою мурованою спорудою з бароковим закінченням вежі. З латинського напису на іконостасі випливає, що настінне малювання, а також фігури апостолів для іконостасу виконав у 1820 р. відомий художник Михайло Манкович, відбувалося це за священика Іоана Сільвая. Всі ікони перемалював художник з Галичини Антон Пилиховський у 1911 р. У 1913 р. шинґли на дахах замшили бляхою. У 1928 р. для малювання інтер'єру запросили художника з Мюнхена, що звався Курт і працював разом з дружиною, а фінансував малювання банк і епископат.
Наступного року, в неділю Мироносиць єпископ Петро Ґебей посвятив відремонтовану та розмальовану церкву. У 1920-х — 1930-х роках на прикрашення храму багато коштів пожертвувало подружжя Йосипа Сабова та Варвари Ролі. Теперішнє малювання виконано в 1956 р.
Доманинський священик Андрій Сабов (1894—1957) був заарештований органами НКВД у 1950 р. і засуджений на 25 років каторги.